# Hada leonicae
Hada leonicae är en fjärilsart som beskrevs av Hospital. 1948. Hada leonicae ingår i släktet Hada och familjen nattflyn. Inga underarter finns listade i Catalogue of Life.